# Frans Roijmans
Frans Roijmans (Reusel, 4 oktober 1937) is een Nederlands beeldhouwer.

## Leven en werk
Als kunstenaar is Roijmans autodidact. Sinds 1975 is hij werkzaam in zijn geboorteplaats, het Brabantse Reusel, als beeldend kunstenaar. Aanvankelijk lag het accent van zijn werk op het vervaardigen van keramiek. Langzamerhand ontwikkelde hij zich van een maker van keramische producten tot een beeldend kunstenaar met een artistiek oeuvre. Vanaf 1980 maakt hij naast sculpturen van keramiek ook bronzen sculpturen. Sinds 1995 werkt hij alleen nog in brons. Samen met zijn zoon Paul maakte hij het bronzen standbeeld van Leontien van Moorsel, dat voor het gemeenthuis in Boekel werd geplaatst. Werk van Roijmans is in diverse gemeenten in de openbare ruimte te vinden.

## Werk van Roijmans in de publieke ruimte (selectie)
- Acrobaten (2003), Voorburg
- De melkman - Hooge Mierde
- De contente mens - Hooge Mierde
- Oerkracht - Reusel
- Boom - Reusel
- Communicatie (1993), Luyksgestel
- Nao de leste mis, pastoor Gerard Vekemans - Oerle (1995)
- Leontien Zijlaard-Van Moorsel (2004), Boekel[1]

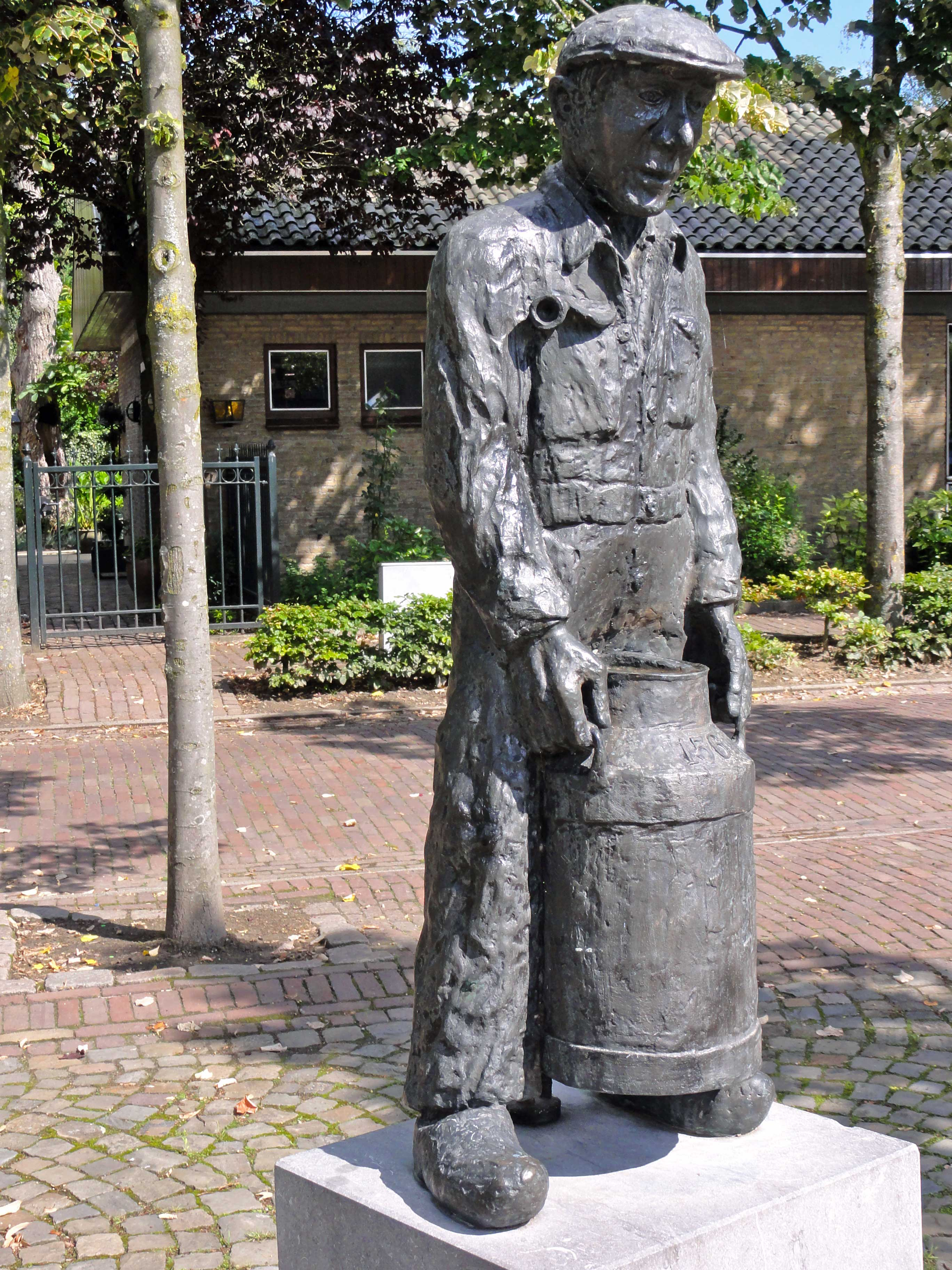
De melkman (Hooge Mierde)
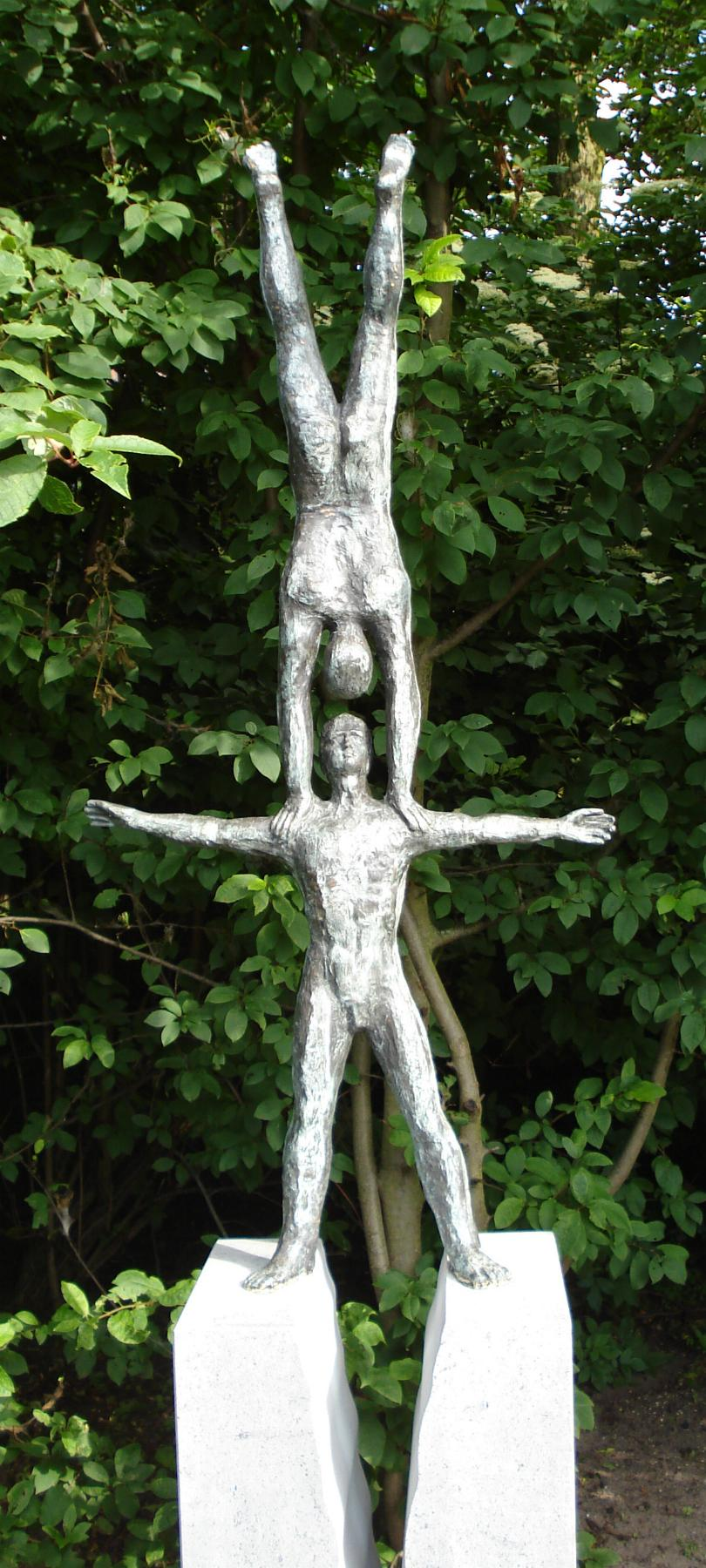
Acrobaten (2003), Voorburg

- RKD-Nederlands Instituut voor Kunstgeschiedenis: 118165